# Obrazy w mechanice kwantowej
Obrazy w mechanice kwantowej. Rozwiązując równanie Schrödingera niezależne od czasu, otrzymuje się wektor stanu {\displaystyle |\psi (0)\rangle ,} przedstawiający stan układu kwantowego w pewnej chwili początkowej {\displaystyle t=0.} Pełny wektor stanu {\displaystyle |\Psi (t)\rangle ,} otrzymuje się, rozwiązując równanie Schrödingera zależne od czasu. Jeżeli hamiltonian {\displaystyle {\hat {H}}} układu nie zależy od czasu, to istnieje prosta zależność
{\displaystyle |\psi (t)\rangle =e^{-{\frac {i}{\hbar }}{\hat {H}}t}|\psi (0)\rangle .}
Gdy jednak hamiltonian zależy od czasu, to rozwiązanie równania Schrödingera staje się trudniejsze.
Aby rozwiązać zagadnienie opisu układu mechanicznego nie jest jednak konieczne rozwiązywanie równania Schrödingera z pełnym operatorem Hamiltona. Niekiedy problem można uprościć, przyjmując inny tzw. obraz, czyli założyć, że w równaniu Schrödingera na wektory stanu działa niekoniecznie cały operator Hamiltona – wtedy pozostała jego część działa na obserwable, w tym na operator całkowitej energii układu, czyli pełny Hamiltonian. Wyróżnia się obrazy:
(1) obraz Schrödingera – zakłada pełny operator Hamiltona w równaniu ewolucji stanów kwantowych; jeżeli operator Hamiltona nie zależy od czasu, to jedynie wektory stanu zmieniają się w czasie, zaś obserwable są stałe w czasie,
(2) obraz Heisenberga – jedynie operatory zmieniają się w czasie,
(3) obraz Diraca (obraz oddziaływania) – zarówno wektory stanu, jak i operatory zmieniają się w czasie.
Możliwość przyjęcia różnych obrazów wynika stąd, że wielkościami mierzonymi w eksperymentach nie są ani operatory ani wektory stanu, a jedynie wielkości, które wynikają z połączenia tych dwóch elementów równań kwantowomechanicznych – wartości średnie i prawdopodobieństwa. Stąd wynika możliwość przyjęcia różnych obrazów.

## Zależność obserwabli od czasu
(1) Pochodna zupełna po czasie z elementu macierzowego operatora, tj. wielkości {\displaystyle \langle \phi |{\hat {O}}|\psi \rangle ,} wyraża się wzorem:
{\displaystyle {\frac {d}{dt}}\langle \phi |\,{\hat {O}}\,|\psi \rangle ={\frac {d\langle \phi |}{dt}}\,{\hat {O}}\,|\psi \rangle +\langle \phi |\,{\frac {d{\hat {O}}}{dt}}\,|\psi \rangle +\langle \phi |\,{\hat {O}}\,{\frac {d|\psi \rangle }{dt}}.}
Powyższe równanie dopuszcza pewną dowolność w wyrażeniu na zależność czasową wektorów stanu i obserwabli: jedynie ich suma musi spełniać powyższe równania. Aby znaleźć zależność od czasu tych dwóch elementów, należy więc nałożyć dodatkowy warunek na to równanie. W mechanice kwantowej warunek ten postuluje się jako:
{\displaystyle {\frac {d}{dt}}\langle \phi |{\hat {O}}|\psi \rangle ={\frac {i}{\hbar }}\langle \phi |[{\hat {H}},{\hat {O}}]|\psi \rangle +\langle \phi |{\frac {\partial {\hat {O}}}{\partial t}}|\psi \rangle .}
Powyższe równanie ma charakter postulatu – nie wynika ono z żadnej teorii w mechanice kwantowej.
(2) Przyjmijmy, że pochodne stanów {\displaystyle |\phi \rangle } i {\displaystyle |\psi \rangle } opisywane są przez następujące równania:
{\displaystyle {\frac {d}{dt}}|\psi \rangle =-{\frac {i}{\hbar }}{\hat {A}}|\psi \rangle ,}
{\displaystyle {\frac {d}{dt}}|\phi \rangle =-{\frac {i}{\hbar }}{\hat {A}}|\phi \rangle ,}
gdzie {\displaystyle {\hat {A}}} jest pewnym ustalonym operatorem hermitowskim. Stąd pochodne wektorów dualnych wyrażają się wzorami:
{\displaystyle {\frac {d}{dt}}\langle \psi |={\frac {i}{\hbar }}\langle \psi |{\hat {A}},}
{\displaystyle {\frac {d}{dt}}\langle \phi |={\frac {i}{\hbar }}\langle \phi |{\hat {A}}.}
(3) Wstawiając otrzymane pochodne do pierwszego wzoru, otrzyma się:
{\displaystyle {\frac {d}{dt}}\langle \phi |{\hat {O}}|\psi \rangle ={\frac {i}{\hbar }}\langle \phi |{\hat {A}}{\hat {O}}|\psi \rangle +\langle \phi |{\frac {d{\hat {O}}}{dt}}|\psi \rangle -{\frac {i}{\hbar }}\langle \phi |{\hat {O}}{\hat {A}}|\psi \rangle .}
Porównując powyższy wzór z postulowaną postacią pochodnej elementu macierzowego, otrzymuje się:
{\displaystyle \langle \phi |({\frac {i}{\hbar }}[{\hat {A}},{\hat {O}}]-{\frac {i}{\hbar }}[{\hat {H}},{\hat {O}}]+{\frac {d{\hat {O}}}{dt}}-{\frac {\partial {\hat {O}}}{\partial t}})|\psi \rangle =0.}
Ponieważ wszystkie elementy macierzowe powyższego operatora zerują się, więc całkowity operator zeruje się. Stąd mamy:
{\displaystyle {\frac {d{\hat {O}}}{dt}}={\frac {i}{\hbar }}[{\hat {H}}-{\hat {A}},{\hat {O}}]+{\frac {\partial {\hat {O}}}{\partial t}}.}
Równanie powyższe opisuje zależność obserwabli od czasu. Ustalając konkretną postać operatora {\displaystyle {\hat {A}},} otrzymuje się różne obrazy mechaniki kwantowej.

## Obraz Schrödingera
W obrazie Schrödingera przyjmuje się {\displaystyle {\hat {A}}={\hat {H}}.} Wynika stąd, że:
(a) stany kwantowe są rozwiązaniami równania Schrödingera (bo operator {\displaystyle {\hat {A}}} jest pełnym operatorem Hamiltona)
{\displaystyle {\frac {d}{dt}}|\psi \rangle =-{\frac {i}{\hbar }}{\hat {H}}|\psi \rangle ,}
(b) obserwable są zależne od czasu wg równania:
{\displaystyle {\frac {d{\hat {O}}}{dt}}={\frac {\partial {\hat {O}}}{\partial t}}.}
Dana obserwabla nie zależy więc od czasu, jeżeli nie zależy jawnie od czasu.
(c) Wartość średnia obserwabli może zmieniać się w czasie, ponieważ wektory stanu zależą tu od czasu:
{\displaystyle {\frac {d}{dt}}\langle \phi |{\hat {O}}|\psi \rangle ={\frac {i}{\hbar }}\langle \phi |[{\hat {H}},{\hat {O}}]|\psi \rangle +{\Big \langle }\phi {\Big |}{\frac {\partial {\hat {O}}}{\partial t}}{\Big |}\psi {\Big \rangle }.}
Jeżeli jednak obserwabla nie zależy jawnie od czasu i komutuje z operatorem Hamiltona, to jej wartość średnia jest stała w czasie.

## Obraz Heisenberga
W obrazie Heisenberga przyjmuje się {\displaystyle {\hat {A}}=0.} Wynika stąd, że:
(a) stany kwantowe nie zależą od czasu, gdyż są opisywane przez równanie:
{\displaystyle {\frac {d}{dt}}|\psi \rangle =0,}
(b) obserwable ewoluują w czasie zgodnie z równaniem:
{\displaystyle {\frac {d{\hat {O}}}{dt}}={\frac {i}{\hbar }}[{\hat {H}},{\hat {O}}]+{\frac {\partial {\hat {O}}}{\partial t}}.}

## Obraz Diraca (obraz oddziaływania)
W obrazie oddziaływania zarówno operatory, jak i stany kwantowe zależą od czasu, jednak ich ewolucje są opisywane przez różne hamiltoniany. Jest to związane z tym, że hamiltonian dla układu jest postaci:
{\displaystyle {\hat {H}}(t)={\hat {H}}_{0}+{\hat {H}}_{int}(t).}
gdzie {\displaystyle {\hat {H}}_{int}(t)} jest częścią operatora Hamiltona; zależnie od wyboru i opisywanej sytuacji fizycznej część ta może być związana z:
- oddziaływaniem między elementami układu (np. dla dwóch elektronów będzie to energia ich wzajemnego oddziaływania elektrycznego) lub też pochodzić z oddziaływania elektronu z zewnętrznym polem elektromagnetyczne; wtedy {\displaystyle {\hat {H}}_{0}} będzie tzw. hamiltonianem swobodnym, związanym z elektronami nie oddziałującymi ze sobą,
- może odpowiadać za oddziaływanie elektronu z zewnętrznym polem elektromagnetyczne (wtedy często nazywa się tę część hamiltonianu zaburzeniem); wtedy {\displaystyle {\hat {H}}_{0}} będzie tzw. hamiltonianem swobodnym, związanym z elektronem nie oddziałującymi z zewnętrznym polem.

(a) Stany kwantowe są opisywane tu przez równanie zawierające hamiltonian swobodny:
{\displaystyle {\frac {d}{dt}}|\psi \rangle =-{\frac {i}{\hbar }}{\hat {H_{0}}}|\psi \rangle .}
(b) Obserwable ewoluują zgodnie z równaniem
{\displaystyle {\frac {d{\hat {O}}}{dt}}={\frac {i}{\hbar }}[{\hat {H}}_{int},{\hat {O}}]+{\frac {\partial {\hat {O}}}{\partial t}}.}
zależnym od hamiltonianu oddziaływania.